# Saison 5 de Mentalist
Chronologie
Saison 4 Saison 6
Cet article présente les vingt-deux épisodes de la cinquième saison de la série télévisée américaine Mentalist (The Mentalist).

## Synopsis
L'équipe du California Bureau of Investigation (CBI), dirigée par Teresa Lisbon, enquête sur des crimes, avec la collaboration de Patrick Jane, consultant pour le CBI. Cependant, c'est sur le cas de John le Rouge (Red John en V. O.), un tueur en série qui signe toujours ses meurtres par une émoticône dessinée avec le sang de ses victimes sur les murs, que se centre leur attention. John le Rouge a tué l'épouse et la fille de Patrick Jane, qui autrefois se faisait passer pour un médium et s'était moqué du tueur. Patrick Jane dispose d'un sens très fin de la psychologie humaine et de son mental (lecture à froid, hypnose…). Il ne s'agit pas d'un pouvoir car il a aussi été prestidigitateur (il use de cet art dans certains épisodes), plus précisément un mentaliste (ce qui lui vaut d'être aussi un manipulateur très efficace).
Dans la saison précédente, John le Rouge a tenté de recruter Patrick Jane, qui feignait une profonde dépression depuis six mois, en le faisant tomber amoureux d'une fille du nom de Lorelei Martins. Patrick Jane y a vu l'opportunité de piéger John le Rouge. Malheureusement, le FBI, commandé par l'agent Susan Darcy, a involontairement fait échouer le plan de Patrick, et a tué Wainwright, qui était assis à l'arrière de la limousine où était censé se trouver John le Rouge. Ils réussirent néanmoins à capturer Lorelei Martins vivante, et Patrick a juré de la faire parler.

## Distribution

### Acteurs principaux
- Simon Baker (V. F. : Thierry Ragueneau) : Patrick Jane
- Robin Tunney (V. F. : Cathy Diraison) : Teresa Lisbon
- Tim Kang (V. F. : Stéphane Pouplard) : Kimball Cho
- Owain Yeoman (V. F. : Thibaut Belfodil) : Wayne Rigsby
- Amanda Righetti (V. F. : Stéphanie Lafforgue) : Grace Van Pelt

### Acteurs récurrents
- Michael Gaston (V. F. : Patrick Borg) : Gale Bertram
- Pruitt Taylor Vince (V. F. : Paul Borne) : J.J. Laroche
- Malcolm McDowell (V. F. : Jean-Pierre Leroux) : Bret Stiles
- Emmanuelle Chriqui (V. F. : Julie Dumas) : Lorelei Martins
- Samaire Armstrong (V. F. : Magalie Rosenzweig) : Summer Edgecombe
- David Norona (en) (V. F. : Serge Faliu) : Osvaldo Ardiles
- Kevin Corrigan (V. F. : Stéphane Ronchewski) : Robert Kirkland
- Polly Walker (V. F. : Juliette Degenne) : directrice régionale du FBI Alexa Schultz
- Ivan Sergei (V. F. : Arnaud Arbessier) : agent du FBI Gabe Mancini
- Drew Powell (V. F. : Frédéric Souterelle) : agent du FBI Reede Smith
- Monique Gabriela Curren (V. F. : Marjorie Frantz) : Tamsin Wade, agent de terrain de la Division gang du CBI
- Rebecca Wisocky (V. F. : Véronique Borgias) : Brenda Shettrick

### Invités
- Jon Curry : Tom Yannick (épisode 1)
- Amanda Detmer : Nicola Karlsen (épisode 1)
- Jim O'Heir : Norris (épisode 1)
- John Rubinstein : le juge Manchester (épisodes 1, 11 et 14)
- Alissa Ford : Valerie Whittaker (épisode 1)
- Anthony Martins : Rex Lango (épisode 1)
- Dove Cameron (V. F. : Jessica Monceau) : Charlotte Anne Jane, la fille de Patrick Jane (épisode 2)
- Lee Garlington (V. F. : Marie-Martine) : Betty Fulford (épisode 2)
- Yani Gellman (V. F. : Rémi Caillebot) : Julian Gallego (épisode 2)
- Charlene Amoia : Madeleine Mendelssohn (épisode 2)
- Ajay Mehta (V. F. : Philippe Dumond) : Fahad Ranjani (épisode 2)
- Paul Schulze (V. F. : Lionel Tua) : John Hutten (épisode 3)
- Katie Walder (en) : Nancy Sterling (épisode 3)
- Don Stark (V. F. : Jean-Pierre Becker) : Armon Gagnon (épisode 3)
- John Asher : Doug Feiner (épisode 3)
- Joanna Canton : Casey Trenchard (épisode 3)
- Aaron Takahashi (V. F. : Christophe Desmottes) : Tai Nguyen (épisode 3)
- Michael Irby (V. F. : Nessym Guetat) : Beltran (épisode 4)
- William Forsythe : Steven Robert Rigsby (épisode 4)
- Jeannetta Arnette : Sue Overton (épisode 4)
- Max Martini : Fletcher Moss (épisode 4)
- Gregory Itzin (V. F. : Hervé Jolly) : Virgil Minelli (épisode 5)
- Kirk Acevedo (V. F. : Cyril Monge) : Christian Dos Santos (épisode 5)
- David Clennon : le juge Dellinger (épisode 5)
- Ian Anthony Dale (V. F. : Stéphane Fourreau) : le lieutenant Nathaniel Kim (épisode 5)
- Amanda Clayton (V. F. : Claire Morin) : Kelly Burbage (épisode 5)
- Neil Hopkins (V. F. : Xavier Béja) : Isaac Goodwin (épisode 6)
- Anne Dudek (V. F. : Laura Blanc) : Sloan Dietz (épisode 6)
- J.R. Cacia : Marcus Goodwin (épisode 6)
- Brooke Langton : Pella Goodwin (épisode 6)
- Wes Chatham (V. F. : Jean Rieffel) : Vince (épisode 6)
- Skye P. Marshall (V. F. : Delphine Braillon) : Sharice (épisode 6)
- Henry Ian Cusick (V. F. : Bruno Choel) : Tommy Volker, un playboy multimillionnaire (épisodes 7, 11 et 12)
- Ted McGinley (V. F. : Edgar Givry) : Ed Hunt (épisode 7)
- Mircea Monroe : Tara Skye (épisode 7)
- Jeremy Glazer (V. F. : Vincent Ropion) : Steve Berman (épisode 7)
- Paul Willson (V. F. : Jerome Wiggins) : Paul Jenkins (épisode 7)
- Matt Baker : Charles Milk (épisodes 7 et 12)
- Gigi Rice (V. F. : Blanche Ravalec) : Dana Martins (épisode 8)
- Robert Curtis Brown : Nathan Dilmer (épisode 9)
- Anthony Ruivivar : Victor Phipps (épisode 9)
- Larry Poindexter (V. F. : Olivier Destrez) : Quinton Bosh (épisode 9)
- Kyla Pratt (V. F. : Audrey Sablé) : Julianna McVie (épisode 9)
- Senta Moses (V. F. : Elsa Bougerie) : Tiffany Stark (épisode 9)
- Dan Gauthier (V. F. : Jean-Christophe Lebert) : Chip McGavin (épisode 9)
- Vicellous Reon Shannon (en) (V. F. : Namakan Koné) : Jeron « Shade » Slaughter (épisode 9)
- Lorenzo Eduardo (V. F. : Asto Montcho) : le chef du gang « des fantômes » (épisode 9)
- Nicole Bilderback (en) : Francesca Ehrlich (épisode 10)
- Troy Ruptash (V. F. : Mathieu Buscatto) : Matthew Gold (épisode 10)
- James Jordan (V. F. : Loïc Houdré) : Chuck Calloway (épisode 10)
- Susan Gibney (V. F. : Anne Rondeleux) : Alice Burns (épisode 10)
- Amy Aquino (V. F. : Coco Noël) : le juge Patricia Davis (épisodes 11 et 12)
- Mary Lynn Rajskub : Susie Hamblin, une patiente en cure de désintoxication (épisode 11)
- Dennis Boutsikaris : Dr Michael Rubin (épisode 11)
- Amy Pietz (V. F. : Emmanuelle Bondeville) : Joanna Lyle (épisode 11)
- Kathe Mazur (V. F. : Pauline Larrieu) : Lisa Coates (épisode 11)
- Hal Ozsan (V. F. : Anatole de Bodinat) : Harry Clarkson (épisode 11)
- Jean Paul San Pedro (V. F. : Hervé Glen) : Armando Granuccio (épisode 11)
- Sonya Leslie (V. F. : Catherine Artigala) : la conseillère (épisode 11)
- Roderick McCarthy (V. F. : Asto Montcho) : l'officier (épisode 11)
- Steven Bauer : Don Clyde (épisode 12)
- Jennifer Sommerfeld : Sharon Pettigrew (épisode 12)
- Reed Diamond (V. F. : Alexis Victor) : agent du CBI Ray Haffner (épisode 13)
- Robert Picardo (V. F. : Philippe Dumond) : Jason Cooper (épisode 13)
- Chris Mulkey (V. F. : Jean-Pierre Becker) : Tom Crayhew (épisode 13)
- Kyle Secor (V. F. : Bertrand Liebert) : le révérend Peter DiBuono (épisode 13)
- George Gerdes (V. F. : Philippe Peythieu) : Miles MacCambridge (épisode 13)
- Jacob Vargas (V. F. : Jonathan Amram) : le chef Rick Anaya (épisode 13)
- John Troy Donovan (V. F. : Bertrand Dingé) : agent Ron (épisode 13)
- Roxana Brusso : Elena (épisode 13)
- Rob Benedict (V. F. : Fabien Jacquelin) : Paul Friedman (épisode 14)
- Samantha Quan (V. F. : Flora Kaprielian) : Megan Parker (épisode 14)
- Zuleikha Robinson (V. F. : Hélène Bizot) : Dr Sonia Kidd (épisode 14)
- Dakin Matthews : le professeur Papadakis (épisode 14)
- Erick Avari (V. F. : Pierre Dourlens) : Dr Lance Reinhardt (épisode 15)
- Vanessa Ray : Cayce Robbins (épisode 15)
- Michael Gladis (V. F. : Denis Laustriat) : Curtis Wiley (épisode 15)
- Elizabeth Bogush (V. F. : Marianne Leroux) : Alex Wiley (épisode 15)
- Lex Medlin (V. F. : Éric Marchal) : Chaplain Johnny Griffin (épisode 15)
- Marlon Young (V. F. : Jean-Baptiste Anoumon) : l'officier Burt Hader (épisode 15)
- Ray Proscia (V. F. : Christophe Desmottes) : l'avocat (épisode 15)
- Jack Plotnick (V. F. : Tanguy Goasdoué) : Brett Partridge, expert légiste (épisodes 15 et 22)
- Christopher Cousins (V. F. : Guy Chapellier) : Jason Lennon (épisodes 16 et 18)
- Emmanuelle Vaugier : Melissa Enfield (épisode 16)
- Tom Wright (V. F. : Thierry Desroses) : Kevin Rome (épisode 16)
- Eddie McClintock : sergent Hawkins (épisode 17)
- Brad Blaisdell (V. F. : Jean-Pierre Becker) : chef Darren Farr (épisode 17)
- Jim Holmes (V. F. : Marc Bretonnière) : Dr Wilson Bowman (épisode 17)
- Lily Nicksay (V. F. : Leslie Lipkins) : Rose Sutfin (épisode 17)
- Erik Jensen (V. F. : Laurent Morteau) : Bran McTavish (épisode 18)
- Donna Murphy (V. F. : Pascale Jacquemont) : Diandra Sunderland (épisode 18)
- Matt Servitto : Warren Dodge (épisode 18)
- Harry Groener (V. F. : Jean-François Aupied) : Francisco Navarro (épisode 19)
- Eyal Podell (V. F. : Mathias Kozlowski) : Ian Percy (épisode 19)
- Antonio Jaramillo (V. F. : Gilduin Tissier) : l'officier Emmett Cook (épisode 19)
- Wendy Phillips (V. F. : Marie-Laure Beneston) : Joanna Percy (épisode 19)
- Kevin Cahoon (en) (V. F. : Gabriel Bismuth-Bienaimé) : Kevin, le magicien (épisode 19)
- Stephen Macht : Hollis Percy (épisode 19)
- John O'Hurley (V. F. : Régis Reuilhac) : Buddy Hennings (épisode 20)
- Patrick Fischler (V. F. : Jean-Pierre Leblan) : Gary Bienhart (épisode 20)
- Mike Doyle (V. F. : Olivier Cordina) : Mason Braverman (épisode 21)
- Lisa Pescia (V. F. : Marie-Martine) : l'administratrice de la prison (épisode 21)
- Michael Hogan (V. F. : Michel Voletti) : Sean Barlow (épisode 22)
- M. C. Gainey (V. F. : François Siener) : Pete Barsocky (épisode 22)
- Laura San Giacomo (V. F. : Frédérique Cantrel) : Miriam Gottlieb (épisode 22)
- Scott Anthony Leet : Roddy Turner (épisode 22)
- Marisa Guterman (V. F. : Marie Tirmont) : Sandra Guzman (épisode 22)
- Mary Jo Catlett : Ruth (épisode 22)

## Production

### Casting
Les acteurs Michael Gaston (Gale Bertram), Pruitt Taylor Vince (J.J. Laroche), Jillian Bach (Sarah Harridan), David Norona (Osvaldo Ardiles), Samaire Armstrong (Summer Edgecombe) et Emmanuelle Chriqui (Lorelei Martins) seront de retour dans la saison.
Les acteurs Polly Walker, Ivan Sergei et Drew Powell ont obtenu un rôle récurrent lors de la saison.
En juillet 2012, l'acteur Jim O'Heir a obtenu un rôle le temps d'un épisode.
En août 2012, les acteurs William Forsythe (Steven Robert Rigsby), Gregory Itzin (Virgil Minelli) et Malcolm McDowell (Bret Stiles) reviendront aussi au cours de la saison. Le même mois, la jeune actrice Dove Cameron a obtenu le rôle de Charlotte Jane, la fille de Patrick Jane, le temps de l'épisode 2 de la saison.
En septembre 2012, l'acteur Henry Ian Cusick a obtenu un rôle pour trois épisodes.
En novembre 2012, l'actrice Monique Gabriela Curren a obtenu un rôle récurrent lors de la saison et l'actrice Mary Lynn Rajskub a quant à elle obtenu un rôle le temps d'un épisode.
En décembre 2012, l'acteur Rob Benedict a obtenu un rôle le temps d'un épisode lors de la saison.
En janvier 2013, l'actrice Zuleikha Robinson a obtenu un rôle le temps d'un épisode dans la saison.
En mars 2013, l'acteur Scott Anthony Leet a obtenu un rôle le temps d'un épisode dans la saison.

## Liste des épisodes

### Épisode 1:Ticket gagnant
- États-Unis /  Canada : 30 septembre 2012 sur CBS[14] / CTV
- Belgique : 4 mai 2013 sur Be Séries[15]
- France : 3 septembre 2013 sur TF1[16]
- Québec : 16 septembre 2013 sur V[17]

- États-Unis : 11,06 millions de téléspectateurs[18] (première diffusion)
- Canada : 1,88 million de téléspectateurs[19] (première diffusion)
- France : 8,57 millions de téléspectateurs[20] (première diffusion)

- Jon Curry (Tom Yannick)
- Mandy Kowalski (Callie Karlsen)
- Anthony Martins (Rex Longo)
- Jim O'Heir (Norris)
- Kelly Schumann (Estelle)
- Esther Scott (Darla)
- Amanda Detmer (Nicola Karlsen)
- Dina Simon (Jasmin Lonagul)
- Maz Siam (Mac Lonagul)
- John Rubinstein (le juge Manchester)
- Alissa Ford (Valerie Whittaker)
- Oscar Best (le capitaine)
- Jarrod Crawford (journaliste)
- Livia Treviño (garde féminine)

Lorelei Martins est fichée et identifiée par la police, mais à la suite d'un accord que Gale Bertram a passé avec le FBI après l'opération qui a fait arrêter la jeune femme, Patrick Jane ne peut l'approcher. Au cours de l'épisode, il assure pourtant à Lorelei qu'elle resterait au CBI.
Au moment où l'équipe du CBI commence à enquêter sur le meurtre de Rex Lango et Callie Karlsen, les agents du FBI Gabe Mancini et Reede Smith débarquent sur la scène de crime. Patrick réussit à semer la zizanie en manipulant l'agent Mancini, ce qui entraîne une scène de bagarre entre le FBI et le CBI. Gale Bertram est furieux contre Teresa et Patrick.
En compagnie de Gale Bertram, Alexa Schultz, directrice régionale du FBI, annonce, lors d'une conférence de presse, la mort de Luther Wainwright et l'arrestation de Lorelei Martins, mais en cachant les circonstances qui ont mené à ces événements. Elle annonce aussi que le FBI et le CBI vont désormais coopérer sur plusieurs affaires. En privé, elle annonce à Bertram que l'agent Darcy, qui a été impliquée dans l'arrestation de Lorelei Martins, est en dépression car elle a tué Wainwright.
Dans l'affaire Lango-Karlsen, Patrick Jane et le CBI ont plusieurs suspects dont le directeur de l'hôtel, M. Norris, où travaillaient Callie et Rex. Alors que chacun des suspects est innocenté, grâce à Grace, Patrick réussit à résoudre l'affaire et fait arrêter les vrais coupables.

### Épisode 2:La Tête ailleurs
- États-Unis /  Canada : 7 octobre 2012 sur CBS / CTV
- Belgique : 4 mai 2013 sur Be Séries[15]
- France : 3 septembre 2013 sur TF1[16]
- Québec : 23 septembre 2013 sur V[21]

- États-Unis : 9,02 millions de téléspectateurs[22] (première diffusion)
- Canada : 1,16 million de téléspectateurs[23] (première diffusion)
- France : 7,9 millions de téléspectateurs[20] (première diffusion)

- Lee Garlington (Betty Fulford)
- Dove Cameron (Charlotte Jane)
- Yani Gellman (Julian Gallego)
- Charlene Amoia (Melaina Mendelssohn)
- Ajay Mehta (Fahad Ranjani)
- Cameron Meyer (le médecin légiste)
- Dean Cameron (le docteur)
- Wayne Baldwin (l'homme âgé)
- Soledad St. Hilaire (femme de ménage)

- L'épisode fait référence à l'œuvre de Lewis Carroll : Les Aventures d'Alice au pays des merveilles.

- L'épisode réalise une mauvaise audience et est le premier à passer sous la barre des 10 millions de téléspectateurs, à cause de sa diffusion le dimanche soir vers 22 h 30, lors des prolongations des matchs de football américain.

### Épisode 3:Braquage de cœur
- États-Unis /  Canada : 14 octobre 2012 sur CBS / CTV
- Belgique : 11 mai 2013 sur Be Séries[15]
- France : 17 septembre 2013 sur TF1
- Québec : 30 septembre 2013 sur V[24]

- États-Unis : 10,74 millions de téléspectateurs[25] (première diffusion)
- Canada : 1,61 million de téléspectateurs[26] (première diffusion)
- France : 7,6 millions de téléspectateurs[27] (première diffusion)

- Paul Schulze (John Hutten)
- Mark Provencher (Ernie Wright)
- Michael Holden (Michael Cashman)
- Don Stark (Armin Gagnon)
- Joanna Canton (Casey Trenchard)
- Aaron Takahashi (Tai Nguyen)
- Sandra Thigpen (Laveria Cole)
- John Asher (Doug Feiner)
- Ricky Saenz (Jorge Arroyo)
- Josh Clark (Artie Beck)
- Lorinne Vozoff (la grand-mère d'Ernie)
- Judi Evans (le sénateur Eileen Dawkins)
- Katie Walder (Nancy Sterling)
- Raf Mauro (Niko)

Patrick est chez le cordonnier afin de faire réparer ses souliers, au nord de Sacramento. Pas très loin de là se trouve la banque fédérale de Sacramento où un vol est en train de s'opérer. Un meurtre est aussi commis dans le coffre-fort de la banque. La victime est Ernie Wright, assistant du gérant de la banque. L'équipe doit déterminer si les braqueurs sont responsables ou non du meurtre d'Ernie Wright.

### Épisode 4:De père en fils
- États-Unis /  Canada : 21 octobre 2012 sur CBS / CTV
- Belgique : 11 mai 2013 sur Be Séries[15]
- France : 17 septembre 2013 sur TF1
- Québec : 7 octobre 2013 sur V[28]

- États-Unis : 8,1 millions de téléspectateurs[29] (première diffusion)
- Canada : 1,61 million de téléspectateurs[30] (première diffusion)
- France : 6,6 millions de téléspectateurs[27] (première diffusion)

- William Forsythe (Steven Robert Rigsby)
- Jeannetta Arnette (Sue Overton)
- Michael Irby (Beltran)
- Max Martini (Fletcher Moss)
- Austin Bowerman (Kyle Overton)
- Brad Carter (Phil Rawson)
- Michael Polli (Joey)
- Daisy Eagan (Samantha Stewart)
- Leontine Guilliard (Tina)
- David Earnest (l'agent Jurmain)
- Pablo Espinosa (l'agent Weber)
- Sean Guse (un membre du gang)
- Piter Marek (le chirurgien en traumatologie)
- Yvette Saunders (l'infirmière)

Alors que Wayne part pour le travail, il se fait arrêter sur le pas de sa porte. Il est amené dans le bureau de J.J. Laroche où il raconte à ce dernier les circonstances de la mort de son père, Steven Robert Rigsby. C'est lors de l'enquête sur la mort d'Andy Huff, barbier, que Wayne a découvert son père, ensanglanté. Ce dernier n'avoue rien jusqu'à sa mort. Au terme de l'enquête, Wayne venge la mort de son père, en tuant le meurtrier, car ce dernier lui a tiré dessus.

### Épisode 5:Un saut dans le passé
- États-Unis /  Canada : 28 octobre 2012 sur CBS / CTV
- Belgique : 18 mai 2013 sur Be Séries[15]
- France : 24 septembre 2013 sur TF1
- Québec : 14 octobre 2013 sur V[31]

- États-Unis : 10,17 millions de téléspectateurs[32] (première diffusion)
- Canada : 1,56 million de téléspectateurs[33] (première diffusion)
- France : 8 millions de téléspectateurs[34] (première diffusion)

- Gregory Itzin (Virgil Minelli)
- Kirk Acevedo (Christian Dos Santos)
- Aramis Knight (Alex Dos Santos)
- Gary Basaraba (Stephen Hannigan)
- Ian Anthony Dale (l'inspecteur Nathaniel Kim)
- Amanda Clayton (Kelly Burbage)
- Ryan Ahern (Emmet Cox)
- Norma Maldonado (Delores Recinos)
- Christopher Carver (Winston Dellinger)
- David Clennon (le juge Dellinger)
- Scott Vance (le commis aux dossiers)

Huit ans plus tôt, Jane rencontre pour la première fois Lisbon, Rigsby et Cho. Il tient à lire le dossier John le Rouge mais Lisbon se montre désagréable envers lui alors qu'il a perdu récemment sa fille et son épouse. Il obtient finalement le droit de lire le dossier après avoir provoqué une altercation avec un membre de l'équipe. Pour éviter de le faire attendre, Virgil autorise Patrick à suivre Lisbon sur la scène du crime de Winston Dellinger. Teresa tente par tous les moyens de se débarrasser de Jane, mais celui-ci est tenace. Contre toute attente, Jane aide le CBI dans son enquête sur le meurtre de Winston Dellinger en utilisant ses « dons » pour démasquer le coupable. Cela lui vaut d'être embauché comme consultant au CBI, par Virgil.

### Épisode 6:Coup monté
- États-Unis /  Canada : 4 novembre 2012 sur CBS / CTV
- Belgique : 18 mai 2013 sur Be Séries[15]
- France : 24 septembre 2013 sur TF1
- Québec : 21 octobre 2013 sur V[36]

- États-Unis : 9,11 millions de téléspectateurs[37] (première diffusion)
- Canada : 1,38 million de téléspectateurs[38] (première diffusion)
- France : 7,3 millions de téléspectateurs[34] (première diffusion)

- Neil Hopkins (Isaac Goodwin)
- Brooke Langton (Pella Goodwin)
- J.R. Cacia (Marcus Goodwin)
- Wes Chatham (Vince)
- Anne Dudek (Sloan Dietz)
- Michael Petrone (Gary Dietz)
- Rebecca Wisocky (Brenda Shettrick)
- Michael Shamus Wiles (Walter DeMunn)
- F. William Parker (Guy Perotti)
- Holly Kaplan (Shirley Jenkins)
- Skye P. Marshall (Sharice)
- Kimleigh Smith (Mindy Fernandez)

Un agent de sécurité est retrouvé mort dans une banlieue chic. L'équipe se rend sur place et Patrick Jane questionne un homme à l'air suspect. Son nom est Isaac Goodwin. Ce dernier est contraint de révéler que son frère, Marcus, et son épouse, Pella, ont été enlevés, mais ceux-ci rentrent chez eux quelques heures plus tard, d'une escapade en forêt. Les victimes sont en fait le couple d'amis de Marcus et Pella, Gary et Sloan, qui, comme Patrick va le découvrir, gardait la maison du couple Goodwin en leur absence. Au moment où le ravisseur téléphone, Patrick Jane provoque le ravisseur afin de faire libérer un otage. C'est Sloan, l'épouse de Gary qui est libérée. Quand le ravisseur téléphone pour donner le rendez-vous pour la livraison de la rançon, c'est Sloan qui est désignée pour apporter l'argent dans un centre commercial. À l'insu de Sloan, l'équipe du CBI feint une intervention contre le ravisseur afin de démasquer les présumés ravisseurs.
- Il s'agit du 100e épisode de la série.

### Épisode 7:Sortie de route
- États-Unis /  Canada : 11 novembre 2012 sur CBS / CTV
- Belgique : 25 mai 2013 sur Be Séries[15]
- France : 1er octobre 2013 sur TF1
- Québec : 28 octobre 2013 sur V

- États-Unis : 10,15 millions de téléspectateurs[39] (première diffusion)
- Canada : 1,91 million de téléspectateurs[40] (première diffusion)
- France : 8,74 millions de téléspectateurs[41] (première diffusion)

- Henry Ian Cusick (Tommy Volker)
- Ted McGinley (Ed Hunt)
- Mircea Monroe (Tara Skye)
- Amir Arison (Ryan Kasmir)
- Jennifer Peo (Cassie Flood)
- Gerald Downey (Forest Ranger)
- VJ Foster (Dickie Yuntz)
- Rhea Bailey (Amanda Shaw)
- Paul Willson (Paul Jenkins)
- Jeremy Glazer (Steve Berman)
- Nadege August (femme cycliste)

À Loma Vist Point, un groupe de cyclistes décide de se prendre en photo quand une voiture arrive et dévale la falaise avant d'aller s'écraser au pied de celle-ci. Un homme dans une fourgonnette rouge, qui suivait la voiture, arrive près du groupe de cyclistes. En voyant l'accident, il décide d'aller porter secours à la victime et demande au groupe de cyclistes d'appeler les secours. En vérifiant qu'il n'y ait pas de témoin, le mystérieux samaritain tue la conductrice et repart comme il était venu. À peine débarqué à Loma Vist point, Patrick ne veut pas travailler sur une affaire d'accident, mais sur l'affaire Lorelei Martins. Après avoir regardé la carcasse de la voiture et la victime, Patrick déclare qu'il s'agit d'un meurtre, donc d'une scène de crime.
La victime est Cassie Flood, 26 ans, reporter. Le CBI va découvrir plusieurs suspects potentiels, dont Dickie Yuntz, un mécanicien impliqué dans un reportage de la journaliste, Tara Sky, la miss météo de la station télé, Ed Hunt, le présentateur du bulletin de nouvelles, Mr Kasimir, le producteur. Un témoin inattendu, Steve Berman, ancien collègue étudiant et journaliste, affirme plutôt que c'est Tommy Volker, un riche multimillionnaire qui est le meurtrier. Teresa va croire ce dernier et va tenter de trouver des preuves solides contre le multimillionaire. L'assistante de Tommy Volker, Amanda Shaw, va craquer devant Teresa et lui avouera ce qu'elle veut savoir. Malheureusement pour Amanda, quelques heures plus tard, elle se fera assassiner par l'homme de main de Tommy, sous les yeux de ce dernier.
Teresa reçoit la visite de Bob Kirkland, de la sécurité intérieure, lui demandant de cesser d'enquêter sur Tommy Volker, un riche et puissant donateur de partis politiques, sans quoi elle ne sait pas ce qu'elle risque de déclencher. À la sortie du bureau de Teresa, Bob Kirkland salue Patrick Jane. Il lui dit que lui (Patrick) ne le connaît pas, mais que lui (Bob) le connaît.

### Épisode 8:La Cavale
- États-Unis /  Canada : 18 novembre 2012 sur CBS / CTV Two[42]
- Belgique : 25 mai 2013 sur Be Séries[15]
- France : 1er octobre 2013 sur TF1
- Québec : 4 novembre 2013 sur V

- États-Unis : 8,07 millions de téléspectateurs[43] (première diffusion)
- France : 8 millions de téléspectateurs[41] (première diffusion)

- Gigi Rice (Dana Martins)
- Ron Perkins (Park Ranger)
- Randee Heller (Marta Roman)
- Allan Kolman (Virgil Roman)
- Kimberly Westbrook (la femme au bureau)

Patrick Jane, avec l'aide de Bret Stiles, organise l'évasion de Lorelei Martins de la prison fédérale pour femmes à ChowChilla. Il fait croire au CBI que Lorelei et des complices de John le Rouge l'ont enlevé. Bob Kirkland de la sécurité intérieure, Teresa et le CBI se lancent alors dans la traque de Lorelei et la recherche de Jane.
Au cours de la traque, Patrick et Teresa apprennent que Lorelei avait une sœur du nom de Miranda et qu'elle a été violée et tuée par un certain Roy, alias John le Rouge. Lorelei refuse de croire que John le Rouge est derrière le viol et le meurtre de sa sœur.

### Épisode 9:Le Repenti
- États-Unis /  Canada : 25 novembre 2012 sur CBS / CTV
- Belgique : 1er juin 2013 sur Be Séries[15]
- France : 8 octobre 2013 sur TF1
- Québec : 11 novembre 2013 sur V

- États-Unis : 10,15 millions de téléspectateurs[44] (première diffusion)
- Canada : 1,3 million de téléspectateurs[45] (première diffusion)
- France : 9,13 millions de téléspectateurs[46] (première diffusion)

- Kyla Pratt (Juliana McVie)
- Bryce Clyde Jenkins (Noah McVie)
- Senta Moses (Tiffany Stark)
- Robert Curtis Brown (Nathan Dilmer)
- Larry Poindexter (Quinton Bosh)
- Anthony Ruivivar (Victor Phipps)
- Vicellous Shannon (Jeron « Shade » Slaughter)
- Dan Gauthier (Chip McGavin)
- Lorenzo Eduardo (Beefy Thug)
- Brandon Claybon (Lemuel McVie)

Patrick est obsédé par les propos de Loreleï, et entreprend d'établir la liste de toutes les personnes à qui il a serré la main.

### Épisode 10:Mauvaises Graines
- États-Unis /  Canada : 9 décembre 2012 sur CBS / CTV
- Belgique : 1er juin 2013 sur Be Séries[15]
- France : 22 octobre 2013 sur TF1
- Québec : 18 novembre 2013 sur V

- États-Unis : 7,94 millions de téléspectateurs[48] (première diffusion)
- Canada : 1,67 million de téléspectateurs[49] (première diffusion)
- France : 7,8 millions de téléspectateurs[50] (première diffusion)

- Troy Ruptash (Matthew Gold)
- Nicole Bilderback (en) (Francesca Ehrlich)
- Susan Gibney (Alice Burns)
- Paul David Story (Carson)
- Michael Whaley (Elwood Pierce)
- Jack Laufer (Stuart Davis)
- James Jordan (Chuck Calloway)
- Ross Mackenzie (Marshall)
- Porter Kelly (la sœur de Chuck)

L'équipe enquête sur la mort de Jeremy Reese, tué par balle alors qu'il faisait de l'escalade dans un club de gym privé, à Clearlake. Alors que l'équipe fouille l'appartement de la victime à la recherche d'indices, Patrick Jane fait des découvertes étonnantes dont une boîte casse-tête. Il est persuadé que le contenu de la boîte est intimement lié à la mort de Reese. Alors que Teresa Lisbon est prête à briser la boîte pour avoir le contenu, Patrick tente de percer le code d'ouverture. Au cours de l'enquête, l'équipe découvre que la victime était un botaniste qui travaillait à la Westerly Organics. Il s'agit d'une ferme qui fait pousser puis revend de la marijuana à des fins thérapeutiques. L'équipe découvre aussi que Reese travaillait parallèlement sur le projet Turbo Wolf, d'une compagnie de tabac. Patrick sème la zizanie au sein des deux entreprises afin de démasquer le coupable.

### Épisode 11:Sous influence
- États-Unis /  Canada : 6 janvier 2013 sur CBS / CTV
- Belgique : 8 juin 2013 sur Be Séries[15]
- France : 22 octobre 2013 sur TF1
- Québec : 25 novembre 2013 sur V

- États-Unis : 10,85 millions de téléspectateurs[51] (première diffusion)
- Canada : 2,1 millions de téléspectateurs[52] (première diffusion)
- France : 6,8 millions de téléspectateurs[50] (première diffusion)

- Henry Ian Cusick (Tommy Volker)
- Sam Hennings (Jeffrey Coates)
- Hal Ozsan (Harry Clarkson)
- Dennis Boutsikaris (Dr Michael Rubin)
- Mary Lynn Rajskub (Susie Hamblin)
- Amy Pietz (Joanna Lyle)
- Jean Paul San Pedro (Armando Granuccio)
- Kathe Mazur (Lisa Coates)
- Penny Moore (Donna Thorland)
- Jocelyn Osorio (Estella)
- Michelle LaRue (Charlotte Coates)
- Sal Viscuso (Walter)
- Rhea Bailey (Amanda Shaw)
- Ken Luckey (Phoenix Bell)
- Amy Aquino (le juge Patricia Davis)
- John Rubinstein (le juge Manchester)
- Judi Evans (le sénateur Eileen Dawkins)
- Sonya Leslie (l'avocat)
- Maxwell Glick (l'adversaire)
- Roderick McCarthy (officier)

Teresa a reçu les résultats de l'autopsie d'Amanda Shaw et confirme ses soupçons sur Tommy Volker. Elle demande à la juge Davis de lui signer un mandat, mais celle-ci est plutôt réticente. Teresa obtient malgré tout un mandat pour fouiller chez Tommy Volker. Par la suite, elle en demande un autre pour perquisitionner chez Charles Milk, l'homme de main de Tommy Volker, ce que la juge Davis refuse. Après le meurtre de Charles Milk, Teresa se résout à demander de l'aide à Jane pour coincer Tommy Volker.

### Épisode 12:Un témoin encombrant
- États-Unis /  Canada : 13 janvier 2013 sur CBS / CTV Two[53]
- Belgique : 8 juin 2013 sur Be Séries[15]
- France : 29 octobre 2013 sur TF1
- Québec : 2 décembre 2013 sur V[54]

- États-Unis : 10,6 millions de téléspectateurs[55] (première diffusion)
- France : 8,16 millions de téléspectateurs[56] (première diffusion)

- Rebecca Wisocky (Brenda Shettrick)
- David Noroña (Ardiles)
- Amy Aquino (le juge Patricia Davis)
- Henry Ian Cusick (Tommy Volker)
- Steven Bauer (Don Clyde)
- Emjay Anthony (Marvin Pettigrew)
- Jennifer Sommerfield (Sharon Pettigrew)
- Nicole LaLiberte (Annabelle Sugalski)
- Matt Baker (Charles Milk)
- Adam Tsekhman (Horatio Jones)
- Frankie Jay Allison (Mark Costa)
- Justine Wachsberger (la réceptionniste)
- Shirley Butler (conseiller de l'Action Alliance)
- Hilary Pingle (la mère)

Horatio Jones travaille en tant que géologue chez V.N.X Energy. Se préparant à témoigner contre Tommy Volker, il est assassiné sous l'œil attentif de ce dernier par Charles Milk et Don Clyde. Mais un enfant est témoin de la scène, puis découvert : Clyde refuse de le tuer, malgré la demande de Milk et le confie à une amie. Le corps de Horatio Jones ne sera découvert que deux mois plus tard par le CBI, peu de temps après le décès de Charles Milk. Patrick y découvre une auto téléguidée et en déduit qu'un enfant a été témoin du crime. Alors que Teresa s'occupe de coincer Volker, Patrick découvre l'identité du petit garçon, Marvin Pettigrew.

### Épisode 13:Si près du but
- États-Unis /  Canada : 27 janvier 2013 sur CBS / CTV
- Belgique : 15 juin 2013 sur Be Séries[15]
- France : 5 novembre 2013 sur TF1
- Québec : 20 janvier 2014 sur V

- États-Unis : 10,5 millions de téléspectateurs[57] (première diffusion)
- Canada : 1,55 million de téléspectateurs[58] (première diffusion)
- France : 7,99 millions de téléspectateurs[59] (première diffusion)

- Reed Diamond (agent Ray Haffner)
- Jacob Vargas (le chef Rick Anaya)
- Robert Picardo (Jason Cooper)
- Jenica Bergere (Holly Preston)
- Chelsea Alden (Holly jeune)
- M.J. Karmi (Ellen Preston)
- Kyle Secor (le père Peter DiBuono)
- Chris Mulkey (Tom Crayhew)
- JD Cullum (Gordon Bradovich)
- Roxana Brusso (Elena)
- George Gerdes (Miles MacCambridge)
- John Troy Donovan (agent Ron)
- Gregory Marcel (Lester Bradovich)
- Nate Scholz (un danseur)

Cela fait 10 ans que Teresa a quitté la police de San Francisco pour entrer au CBI. L'équipe et le personnel ont décidé de fêter l'occasion, ce qui embarrasse Teresa. Au même moment, Cho reçoit un appel de la police d'Elliston. Ils ont découvert trois squelettes âgés de 25 ans, des fils de fer, une bague et des balles dans le sous-sol d'une grange. Patrick, pour qui la scène de crime n'est pas intéressante, découvre le smiley de John le Rouge à l'extérieur de la grange. Les premières investigations sur la bague vont permettre d'identifier l'une des victimes : Lester Bradovich puis les deux autres victimes seront identifiées : Martin Talbot et Allan Charney.

### Épisode 14:Le Papillon de nuit
- États-Unis /  Canada : 17 février 2013 sur CBS / CTV
- Belgique : 15 juin 2013 sur Be Séries[15]
- France : 5 novembre 2013 sur TF1
- Québec : 27 janvier 2014 sur V

- États-Unis : 9,42 millions de téléspectateurs[60] (première diffusion)
- Canada : 1,46 million de téléspectateurs[61] (première diffusion)
- France : 7,6 millions de téléspectateurs[59] (première diffusion)

- John Rubinstein (le juge Manchester)
- Judi Evans (la sénatrice Eileen Dawkins)
- Samantha Quan (Megan Parker)
- Rob Benedict (Paul Friedman)
- Zuleikha Robinson (Dr Sonia Kidd)
- Dakin Matthews (le professeur Papadakis)
- Rosalie Ward (Jeanette)
- Casey Graf (Gregory Lewis)
- Jen Kuhn (Linda Parfrey)
- Drew Rausch (officier Ray Moran)
- Shainu Bala (Bodega Clerk)
- Bart Braverman (Bodega Owner)
- Aaron Norvell (le partenaire de Moran)

Teresa joue au poker le jeudi soir avec le juge Manchester, la sénatrice Eileen Dawkins et Gale Bertram. Ce dernier ayant perdu une grosse somme face au juge est de très mauvaise humeur. Au bureau, Van Pelt est tout heureuse d'annoncer que sa candidature au stage informatique hacker White Hat a été acceptée, et demande l'aide de Teresa pour une subvention auprès de Bertram, ce qu'il refuse, prétendant que le CBI n'a pas de budget pour ce type de programme. Teresa demande alors l'aide de Jane...

### Épisode 15:Le Revers de la médaille
- États-Unis /  Canada : 3 mars 2013 sur CBS / CTV
- Belgique : 22 juin 2013 sur Be Séries[15]
- France : 12 novembre 2013 sur TF1
- Québec : 3 février 2014 sur V

- États-Unis : 9,24 millions de téléspectateurs[62] (première diffusion)
- Canada : 1,52 million de téléspectateurs[63] (première diffusion)
- France : 8,48 millions de téléspectateurs[64] (première diffusion)

- Mariette Hartley (Elise Vogelsong)
- Elizabeth Bogush (Alex Wiley)
- Michael Gladis (Curtis Wiley)
- Erick Avari (Dr Lance Reinhardt)
- Vanessa Ray (Cayce Robins)
- Lex Medlin (Chaplain Johnny Griffin)
- Marlon Young (Burt Hader)
- Jack Plotnick (Brett Partridge)
- Tacey Adams (Lissie Calhoun)
- Pranidhi Varshney (infirmier / réceptionniste)
- Ray Proscia (l'avocat)
- David Figlioli (le manager du bâtiment)

Patrick et l'équipe du CBI enquêtent sur la mort d'Elise Vogelsong qui a été brûlée dans sa maison, dont un mystérieux docteur s'inquiétait de ne pas avoir de ses nouvelles. Les premières informations de l'enquête s'orientent vers un phénomène de combustion humaine spontanée du corps d'Elise, mais Patrick n'adhère pas à cette théorie. Au cours de l'enquête, Teresa et Patrick retrouvent le nom du docteur: le Dr. Lance Reinhardt. Il affirme qu'Elise était sénile. De plus, Teresa et Patrick vont découvrir, derrière cette affaire, bien plus qu'un problème de mauvaise gestion de la fondation Vogelsong, mais une histoire de querelle de famille et de fraude. À la suite d'une de ces idées, Patrick va faire une découverte surprenante à propos d'Elise Vogelsong.

### Épisode 16:Une promesse
- États-Unis /  Canada : 10 mars 2013 sur CBS / CTV
- Belgique : 22 juin 2013 sur Be Séries[15]
- France : 26 novembre 2013 sur TF1
- Québec : 10 février 2014 sur V

- États-Unis : 9,52 millions de téléspectateurs[65] (première diffusion)
- Canada : 1,46 million de téléspectateurs[66] (première diffusion)
- France : 8,63 millions de téléspectateurs[67] (première diffusion)

- Christopher Cousins (Jason Lennon)
- Tom Wright (Kevin Rome)
- Emmanuelle Vaugier (Melissa Enfield)
- Andrew Patrick Ralston (Stephen Doppler)
- James MacDonald (sergent Bigley)
- Gary "Carlos" Cervantes (inspecteur Tony Garcia)
- Sean McClay (agent McClay)
- Elise Robertson (Julia Howard)
- Rene Hamilton (mère)
- Alex Long (le frère aîné)
- Ian Andrew (le frère cadet)
- Karen Constantine (le bon samaritain)
- Emily Sandifer (Shelter Counselor)

### Épisode 17:Rouge, Blanc et Bleu
- États-Unis /  Canada : 17 mars 2013 sur CBS / CTV
- Belgique : 1er juillet 2013 sur Be Séries[15]
- France : 26 novembre 2013 sur TF1
- Québec : 17 février 2014 sur V

- États-Unis : 9,98 millions de téléspectateurs[68] (première diffusion)
- Canada : 1,68 million de téléspectateurs[69] (première diffusion)
- France : 7,8 millions de téléspectateurs[67] (première diffusion)

- Jim Holmes (Dr Wilson Bowman)
- Jesse Luken (Pete Coen)
- Lily Nicksay (Rose Sutfin)
- April Billingsley (Lucy Greene)
- Eddie McClintock (sergent Hawkins)
- Matt McTighe (lieutenant Lewis)
- Stephen Martines (Jacob Lettner)
- Christina Carlisi (Denise)
- Brad Blaisdell (Darrin Farr)
- Sean McClay (l'agent McClay)
- William Catlett (le patient)
- Akiko Ann Morison (le thérapeute)
- Leana Chavez (la patiente)
- Armando Ortega (le gardien)

### Épisode 18:Derrière le rideau
- États-Unis /  Canada : 24 mars 2013 sur CBS / CTV
- Belgique : 1er juillet 2013 sur Be Séries[15]
- France : 3 décembre 2013 sur TF1
- Québec : 24 février 2014 sur V

- États-Unis : 8 millions de téléspectateurs[70] (première diffusion)
- Canada : 1,62 million de téléspectateurs[71] (première diffusion)
- France : 8,52 millions de téléspectateurs[72] (première diffusion)

- Christopher Cousins (Jason Lennon)
- Matt Servitto (Warren Dodge)
- Erik Jensen (Bran McTavish)
- Julie Claire (Sylvia Clare)
- Donna Murphy (Deandra Sunderland)
- Alexis Carra (Mandy Drake)
- Maggie Egan (Polly Datch)
- Derek Ray (Billy Racine)
- Rose Abdoo (Sheila)
- Briana Cuoco (Maggie)
- Gabrielle McClinton (Bridget Wendel)
- Nick Cobey (Howard Bledsoe)
- John Troy Donovan (Ron, agent du CBI)
- Shannon Mosley (le jeune agent de sécurité)

Patrick est à l'hôpital dans l'attente et l'espoir que Jason Lennon, le seul témoin proche de John le Rouge, se réveille de son coma, mais il est vite escorté par l'équipe de Robert Kirkland.
Pendant ce temps, l'équipe enquête sur la mort de Sharon Warwick, 23 ans, actrice dans la comédie musicale Torch. Au moment où le spectacle commençait, Sharon est tombée du troisième étage en atterrissant sur une voiture. Patrick sème la zizanie au sein de la troupe de Torch afin de démasquer le meurtrier.
En parallèle, lorsque Jason Lennon sort du coma, Robert Kirkland l'élimine. Patrick arrive trop tard pour parler à Jason.
- Lors d'une scène, Van Pelt recherche dans une liste de noms, un suspect. Dans cette liste, il est possible d'y remarquer que les noms sont soit fictifs, soit ceux d'auteurs de la série, comme notamment Erika Green, scénariste de cet épisode.
- Selon l'angle de la caméra, on peut remarquer que l'actrice qui joue Van Pelt est enceinte.

### Épisode 19:Dans l'enveloppe
- États-Unis /  Canada : 14 avril 2013 sur CBS / CTV
- Belgique : 6 juillet 2013 sur Be Séries[15]
- France : 10 décembre 2013 sur TF1
- Québec : 3 mars 2014 sur V

- États-Unis : 7,84 millions de téléspectateurs[73] (première diffusion)
- Canada : 1,48 million de téléspectateurs[74] (première diffusion)
- France : 8,06 millions de téléspectateurs[75] (première diffusion)

- Eyal Podell (Ian Percy)
- Tamara Mello (Lily Soto)
- Kevin Cahoon (en) (Magician)
- Brian Duffy (Cowboy Tim)
- Harry Groener (Francisco Navarro)
- Wendy Phillips (Joanna Percy)
- Stephen Macht (Hollis Percy)
- Antonio Jaramillo (Emmett Cook)
- Celia Finkelstein (Deb Granger)
- Brian Ames (Duncan)
- Cecil Burroughs (l'agent no 1)
- Bill Lewis (le mari)
- Seth Coltan (le touriste)
- Mike Nojun Park (le père)
- Cody Wai-Ho Lee (l'enfant)

L'équipe du CBI enquête sur la mort de Hollis Percy, 61 ans, propriétaire d'une ville du nom de Percy. Le CBI suit plusieurs pistes dont celle d'une explosion d'un laboratoire de drogue. Au cours de l'enquête, Patrick et le CBI découvrent que Hollis vendait peu à peu la ville et que quelques proches collaborateurs n'appréciaient pas. Ils vont découvrir, derrière le meurtre d'Hollis, une bien triste histoire de famille.
L'équipe de Robert Kirkland tente d'en savoir plus sur l'enquête que mène Patrick à propos de John le Rouge. Ils s'introduisent dans le repaire de Jane et photographient toutes les informations qui s'y trouvent, ce qui permet à Kirkland de reconstituer le tableau d'informations de Jane à propos de John le Rouge.
- Avec cet épisode, la série enregistre sa plus mauvaise audience. Cela est en partie dû à sa diffusion à 22 h 57[73].

### Épisode 20:Docteur Love
- États-Unis /  Canada : 21 avril 2013 sur CBS / CTV
- Belgique : 6 juillet 2013 sur Be Séries[15]
- France : 10 décembre 2013 sur TF1
- Québec : 10 mars 2014 sur V

- États-Unis : 9,1 millions de téléspectateurs[76] (première diffusion)
- Canada : 1,67 million de téléspectateurs[77] (première diffusion)
- France : 7,46 millions de téléspectateurs[75] (première diffusion)

- Molly Hagan (Elizabeth Hennings)
- John O'Hurley (Buddy Hennings)
- Patrick Fischler (Gary Beinhart)
- Chris Marrs (Kip Roberts)
- Amy Motta (Missy Roberts)
- Briana Barran (Shana)
- Ace Gibson (Michael)
- Bess Rous (en) (Emma Cordry)
- Sara Maraffino (Rosie Dunlap)
- Samantha Esteban (Monica Suarez)
- Mina Joo (la réceptionniste)
- Chelsea Rendon (la fille)
- Mitch Poulos (le manager)

### Épisode 21:C'est dans la boîte
- États-Unis /  Canada : 28 avril 2013 sur CBS / CTV
- Belgique : 13 juillet 2013 sur Be Séries[15]
- France : 17 décembre 2013 sur TF1
- Québec : 17 mars 2014 sur V

- États-Unis : 8,69 millions de téléspectateurs[78] (première diffusion)
- Canada : 1,84 million de téléspectateurs[79] (première diffusion)
- France : 8,18 millions de téléspectateurs[80] (première diffusion)

- Rebecca Wisocky (Brenda Shettrick)
- Meagen Fay (Joanne Parsons)
- Aimee Lynn Chadwick (Sarah Parsons)
- Mike Doyle (Mason Braverman)
- Meg Foster (Judith Saynay)
- Mark Dippolito (Scott Saynay)
- Karl Sonnenberg (l'agent Karl du CBI)
- Keith Pillow (le médecin légiste)
- Lisa Pescia (le gestionnaire de la prison)
- Dennis Cockrum (le codétenu)
- Michael Rubenstone (l'homme au tupperware)
- Micah Nelson (le garçon au tupperware)

### Épisode 22:Les Nouvelles Règles du jeu
- États-Unis /  Canada : 5 mai 2013 sur CBS[81] / CTV
- Belgique : 13 juillet 2013 sur Be Séries[15]
- France : 17 décembre 2013 sur TF1
- Québec : 24 mars 2014 sur V[82]

- États-Unis : 9,17 millions de téléspectateurs[83] (première diffusion)
- Canada : 1,7 million de téléspectateurs[84] (première diffusion)
- France : 7,60 millions de téléspectateurs[80] (première diffusion)

- Laura San Giacomo (Miriam Gottlieb)
- Scott Anthony Leet (Roddy Turner)
- Tangie Ambrose (Samantha Barsocky)
- M. C. Gainey (Pete Barsocky)
- Michael Hogan (Sean Barlow)
- Alice Amter (Marta)
- Marisa Guterman (Sandra Guzman)
- Jack Plotnick (Brett Partridge)
- Brett Robert Pearsons (Val Ziskin)
- Mary Jo Catlett (Ruth)
- Homie Doroodian (l'employé du motel)
- Diane Witter (la réceptionniste)

Patrick fait brûler les indices se trouvant sur son tableau et annonce à Lisbon qu'il est tout près de découvrir qui est John le Rouge. N'ayant pas dormi depuis une semaine, il essaye de se reposer, mais Lisbon le réveille, car un meurtre d'une femme inconnue a été commis dans un motel de Sacramento et les autorités pensent que John le Rouge en est l'auteur. Jane se rend au motel avec Lisbon et confirme que c'est bien le tueur en série. Il remarque aussi la disparition d'un enfant d'environ 6 mois et le numéro de téléphone du service de protection de l'enfance. Au retour, Jane révèle à Lisbon qu'il a réduit la liste des suspects à sept hommes. En se rendant au service de protection de l'enfance, Teresa réussit à faire identifier la femme inconnue comme étant Eileen Turner. Patrick et Teresa apprennent par la même occasion que le bébé s'appelle Caitlyn. Le service de protection de l'enfance pointe Roddy Turner comme étant le possible meurtrier d'Eileen. En apprenant l'endroit où vit Roddy, Patrick est bouleversé. Au cours de l'enquête, Patrick apprend qu'Eileen Turner était très proche de sa famille. Lors d'une visite chez Sean Barlow, ancien membre du cirque où Patrick a travaillé et un des suspects du meurtre d'Eileen Turner, révèle à Teresa qu'elle est secrètement amoureuse de Patrick et que John le Rouge a des pouvoirs psychiques. Patrick refuse de croire ce dernier fait, préférant croire à une explication rationnelle. Tout au long de l'enquête, chaque suspect et témoin interroge le CBI à propos du bébé, Caitlyn. Patrick échafaude un plan avec les services de protection de l'enfance afin de démasquer le tueur. Au moment de l'arrestation du tueur, celui-ci remet à Patrick un DVD de la part de John le Rouge. Il s'agit d'un film où Lorelei révèle à Patrick les 7 noms de sa liste de suspects pouvant être John le Rouge :
1. Bret Stiles
2. Gale Bertram
3. Raymond Haffner
4. Reede Smith
5. Bob Kirkland
6. Shériff Thomas McAllister
7. Brett Partridge

## Audiences
En France, la saison a été suivie par 8,1 millions de téléspectateurs en moyenne.